# 足立区立伊興中学校
足立区立伊興中学校（あだちくりつ いこうちゅうがっこう）は東京都足立区伊興にある公立中学校。

## 沿革
- 1975年12月　足立区立第十四中学校過密解消のため新設校の敷地を購入
- 1978年4月　開校。初代校長　籾山五夫。学校の木「かしわ」制定

## 所在地
足立区伊興5丁目17番地1号

### 交通
東武伊勢崎線竹ノ塚駅下車(西口)。東武バス07番、伊興町吉浜または聖一ノ橋下車、徒歩2分。

## 学区域
- 伊興二丁目　3 - 8、13 - 16、20 -
- 伊興四丁目　11,16-
- 伊興五丁目　3 -
- 古千谷本町一丁目から四丁目 全域
- 西伊興一丁目　2,3,6,7,10,11,14,15,18,19
- 西伊興二、三、四丁目　全域
- 東伊興一丁目　2,3,5 -
- 東伊興二丁目　14 -

## 教育目標
21世紀の担い手として、豊かな人権感覚と郷土愛を培い、創造的な課題解決能力を伸長するとともに、心身を鍛え、たくましく生き抜くための基礎・基本と規範意識を身につけ、広く、社会に貢献できる生徒を育てる。
- 進んで学ぶ生徒
- 心豊かな生徒
- たくましい生徒

## 彰風園
校歌にも歌われる彰風園は、元は校地の所有者であった横山直也の屋敷林であったもので、その面積は1,500平方メートルに及んでいる。
学校の創立に当たり、緑多い自然に豊かな心情を求め、校風の確立と伝統の創造につとめることをねがって「彰風園」と名づけた。
園内の柏の木は、彰風園のシンボルであるとともに、「学校の木」でもあり、校章のデザインにも反映されている。

## 制服
- 2021年に制服アンケートが実施され現状の下記の制服の継続について賛成か反対かを問い、機能面・体温調整面の問題もあり女子生徒の多数が反対を投じたこともあり反対が過半数を超えた。
- 上記の結果を踏まえたうえで今後新制服制定が濃厚である。ブレザー導入、サスペンダー廃止、スラックス導入あたりが議論されていくものだと思われる。
- 男子旧制服　
  - 冬服は標準的な学生服上下である。
  - 夏服はカッターシャツ、スラックスである。
- 女子旧制服　
  - 冬服はセーラー服上下である。
  - 夏服はブラウス、吊りスカートである。
- 新標準服の全容が2022年6月に発表があった

https://www.adachi.ed.jp/adaiko-j/new%20school%20uniform.R4.pdf
- 2023年から導入されることが決まり、ブレザータイプとなる。
- Ⅰ型、Ⅱ型、Ⅲ型と三種類となり性別の区分は無くなり、以下の三種類から選ぶことになる。
  - Ⅰ型 - ブレザー、カッターシャツ、スラックス(全体的に大きめ)
  - Ⅱ型 - ブレザー、カッターシャツ、スカート
  - Ⅲ型 - ブレザー、カッターシャツ、スラックス
    - リボン、ネクタイは現在の女子制服のイメージを残すことになった為、夏服ブラウスの棒タイ、冬服セーラー服のリボンの流れを引き継ぎブルーが採用された。
    - いずれの型共通で夏季はポロシャツとなる。
- 上級生対応があるのかは現時点では不明である。